# 格林堡
格林堡是德国莱茵兰-普法尔茨州的一个市镇。总面积10.18平方公里，总人口503人，其中男性250人，女性253人（2011年12月31日），人口密度49人/平方公里。